# Lâu đài Frederiksborg

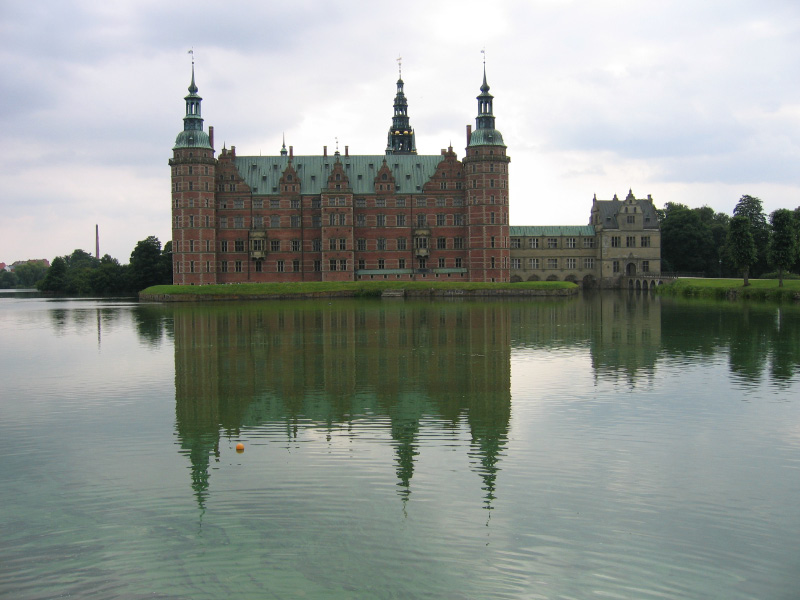
Lâu đài Frederiksborg

Lâu đài Frederiksborg (tiếng Đan Mạch: Frederiksborg Slot) là một quần thể cung điện ở Hillerød, Đan Mạch. Nó được xây dựng như một nơi cư trú của hoàng gia cho Vua Christian IV của Đan Mạch-Na Uy vào đầu thế kỷ 17, thay thế cho một lâu đài lâu đời được Frederick II mua lại và trở thành nơi cư trú thời Phục Hưng lớn nhất ở Scandinavia. Nó nằm trên ba hòn đảo của Slotssøen (hồ lâu đài), tiếp giáp với lâu đài Frederiksborg là một khu vườn lớn mang phong cách kiến trúc Baroque.

## Lịch sử
Lâu đài ban đầu thuộc sở hữu của nhà Gøyes. Năm 1550, vua Frederick II của Đan Mạch và Na Uy mua lại lâu đài. Năm 1560, ông đã tiến hành mở rộng lâu đài và đặt tên Frederiksborg (nghĩa đen là lâu đài của Frederik).
Vào thời trị vì của Christian IV của Đan Mạch, ông quyết định xây dựng lại nó hoàn toàn theo phong cách Phục hưng Flemish và Hà Lan (Chủ nghĩa phương Nam). Tòa nhà cũ đã bị phá hủy vào năm 1599 và kiến trúc sư Flemish Hans van Steenwinckel the Elder được giao nhiệm vụ lên kế hoạch cho tòa nhà mới. Sau khi ông qua đời năm 1601, hai con trai của ông là Hans và Lorenz đã hoàn thành nhiệm vụ. Tòa nhà bốn tầng chính với ba cánh được hoàn thành vào khoảng năm 1610 nhưng công việc vẫn tiếp tục ở Nhà nguyện cho đến năm 1618. Toàn bộ khu phức hợp đã hoàn thành vào khoảng năm 1620,.
Vào năm 1659 trong Chiến tranh Thụy Điển - Đan Mạch (1658 - 1660), lâu đài đã bị người Thụy Điển kiểm soát và đã lấy hầu hết các tác phẩm nghệ thuật làm tiền bồi thường chiến tranh. Vào những năm 1850, lâu đài một lần nữa được sử dụng làm nơi ở của vua Frederik VII của Đan Mạch.

## Kiến trúc
Lâu đài được xây dựng theo phong cách phục hưng của Flemish và Hà Lan. Một số công trình nổi bật như
- Nhà nguyện
- Sảnh lớn
- Phòng hoa hồng là phòng ăn của nhà vua và cận thần
- Audience Chamber
- Khu vườn được vua Frederik VII của Đan Mạch cho xây dựng vào năm 1850.[8][9]
- Công viên Baroque với thác nước ở phía đông của lâu đài được thiết kế bởi kiến trúc sư Johan Cornelius Krieger.[8]

## Hình ảnh

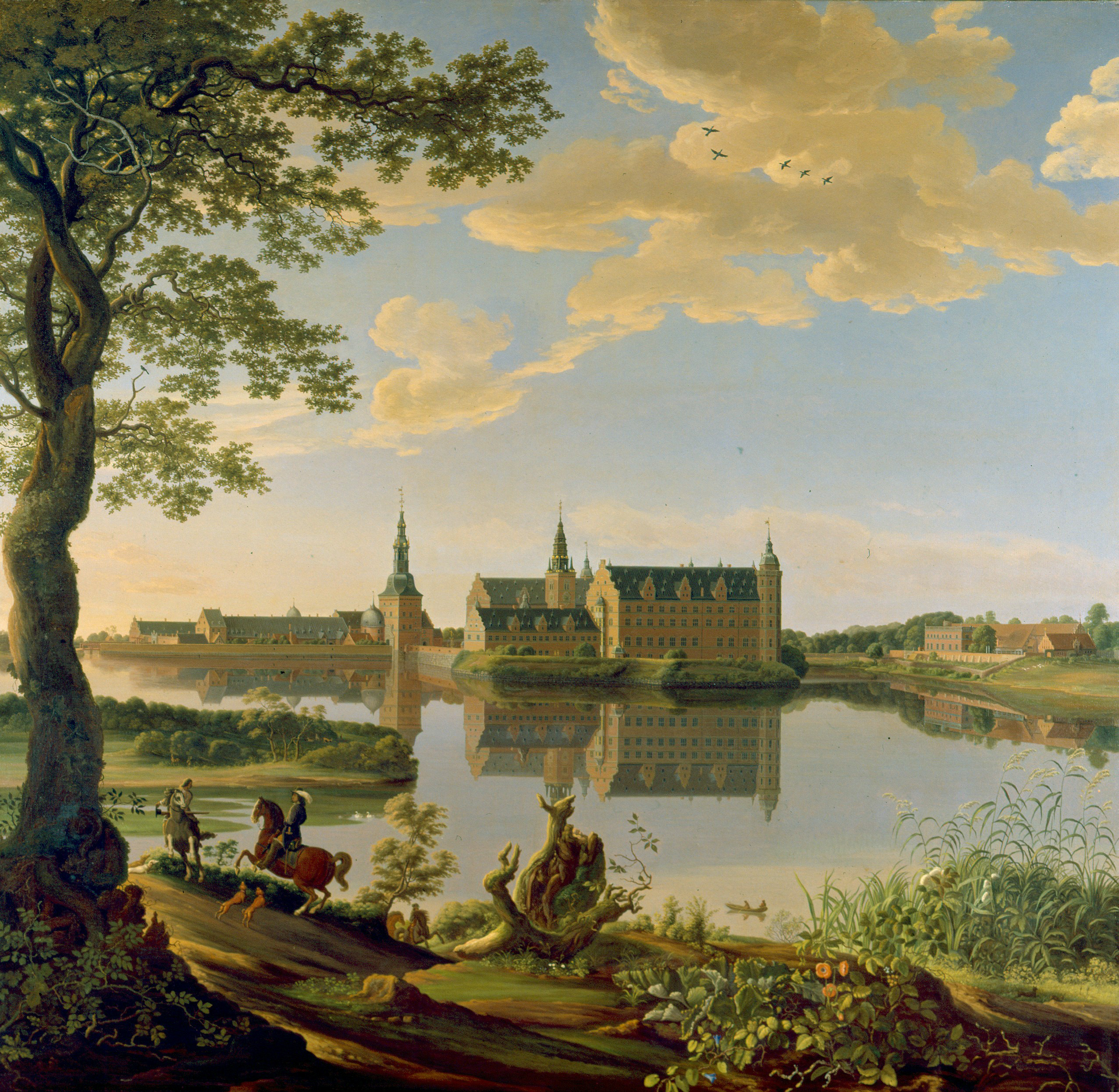
Lâu đài Frederiksborg vẽ bởi Lazarus Baratta, 1652
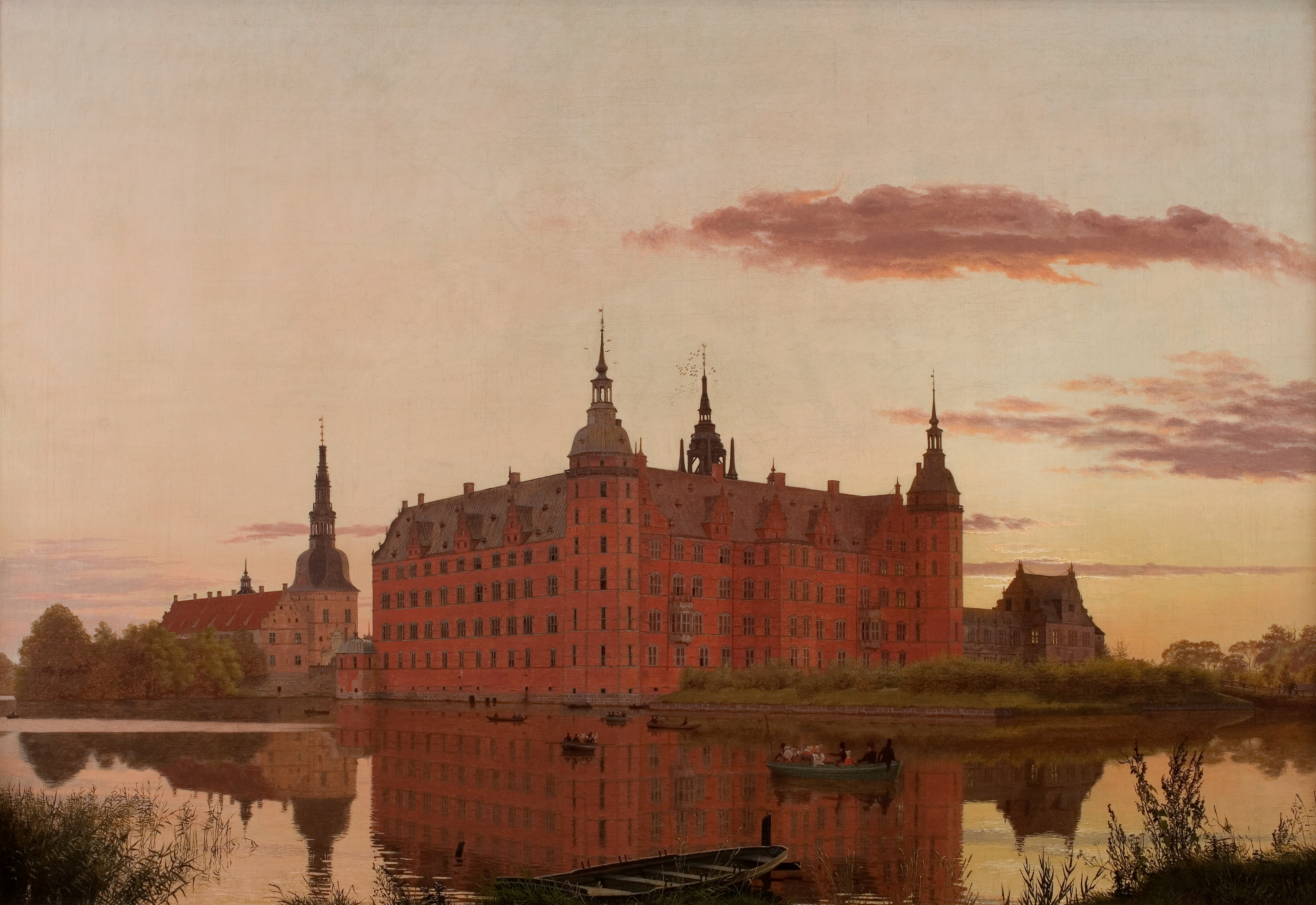
Lâu đài Frederiksborg vẽ bởi Christen Købke, 1835
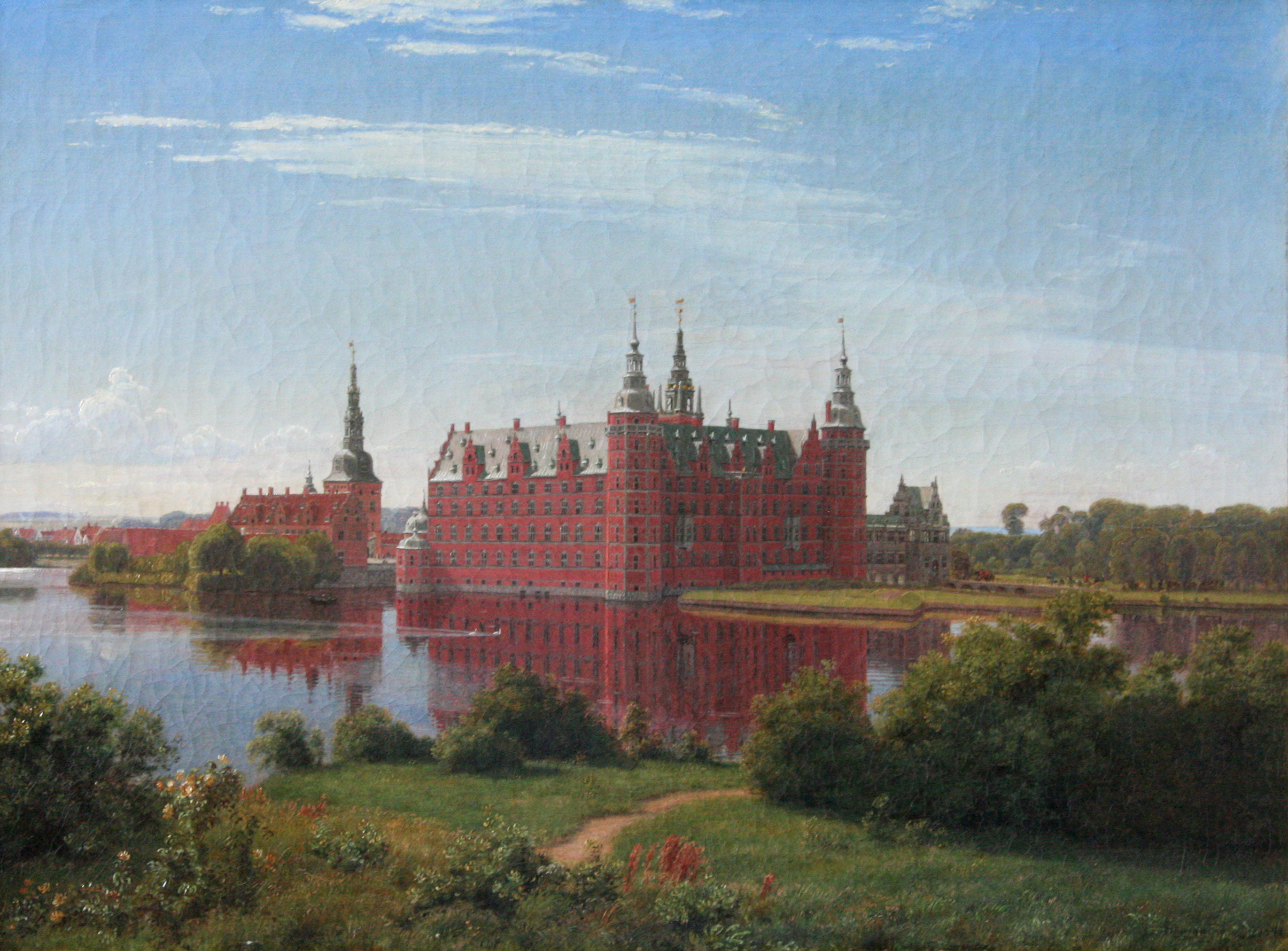
Lâu đài Frederiksborg vẽ bởi P.C. Skovgaard, 1841
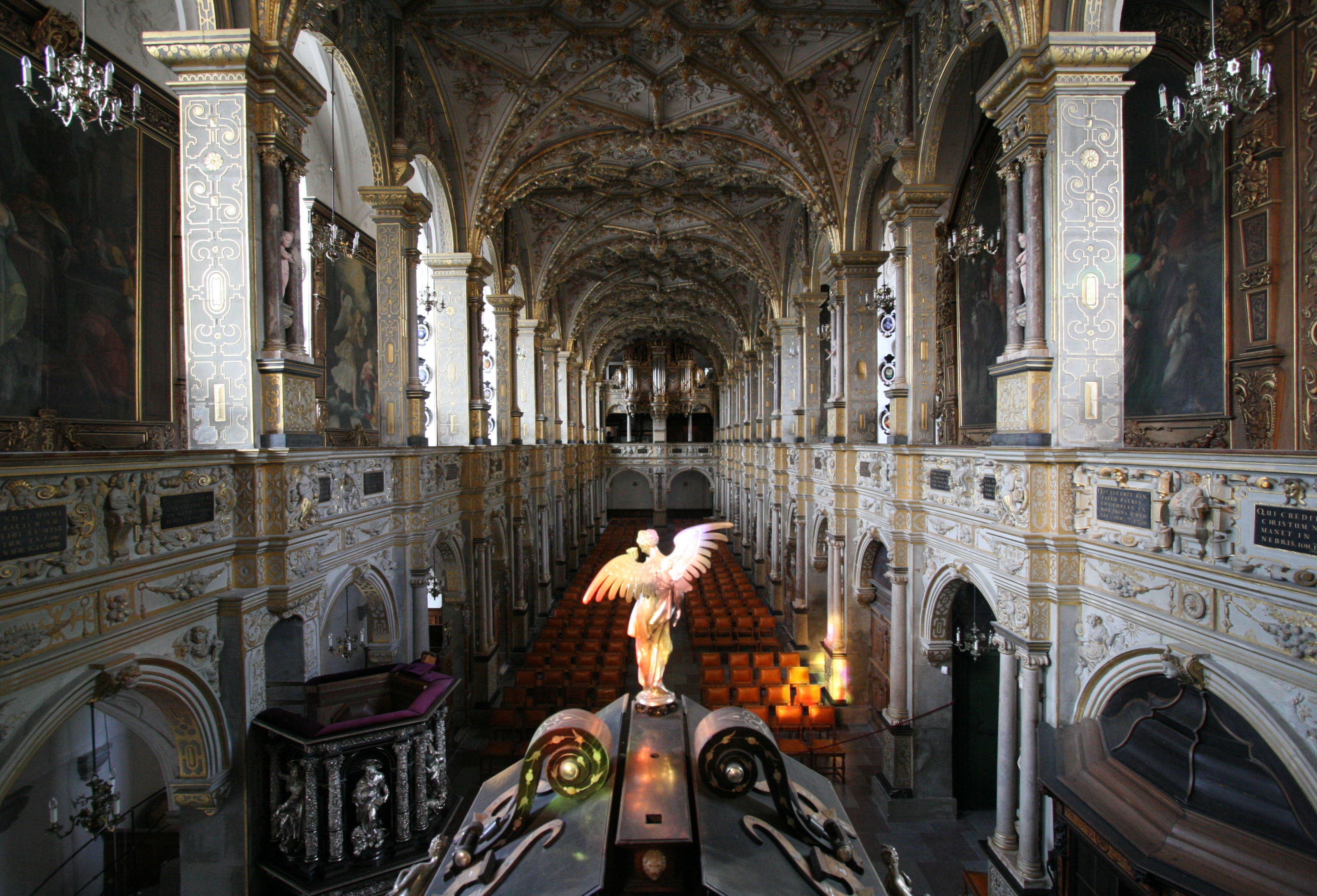
Nhà thờ cung điện Frederiksborg.
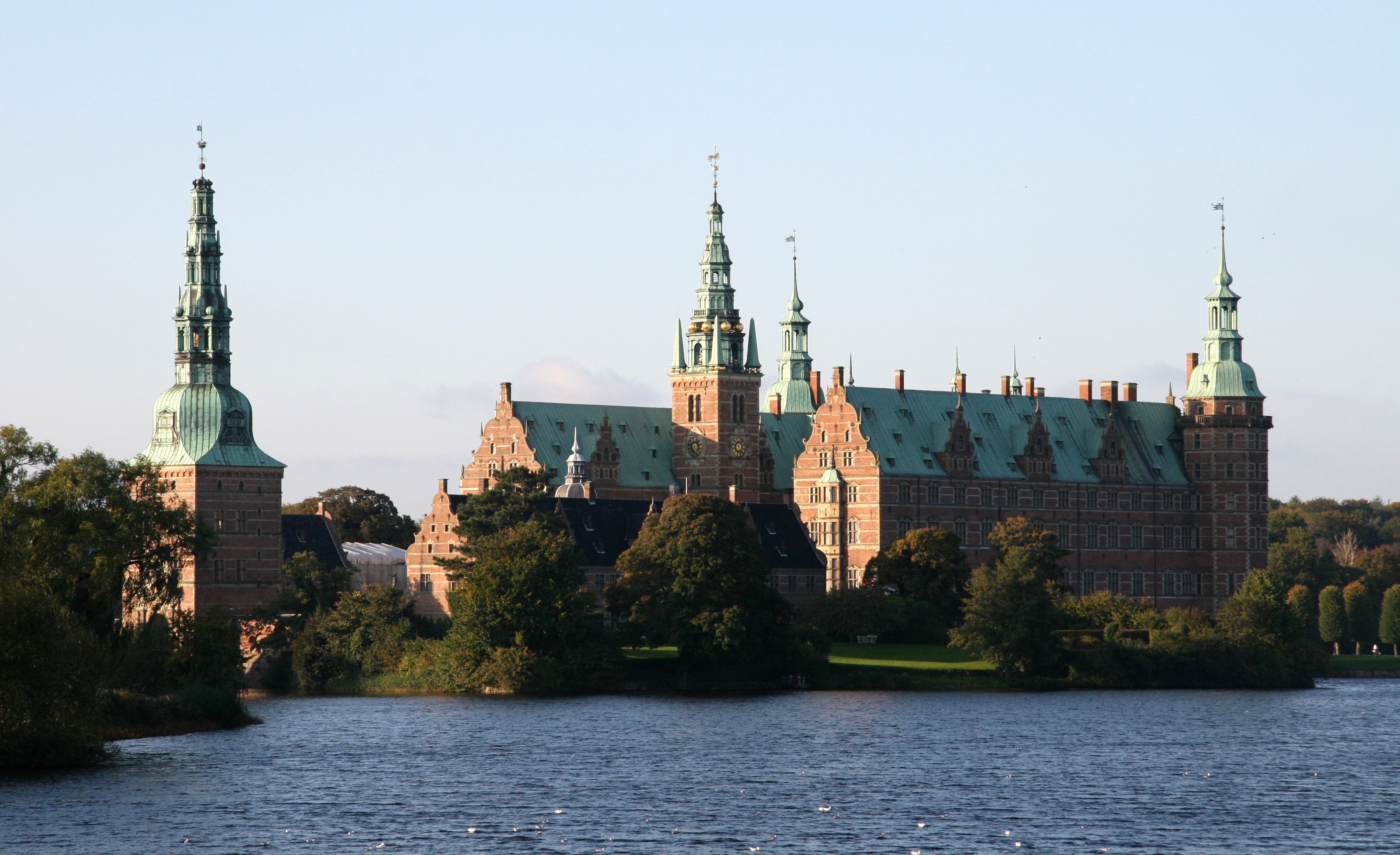
Nhìn từ quảng trường thị trấn Hillerød.